# Placă de bază

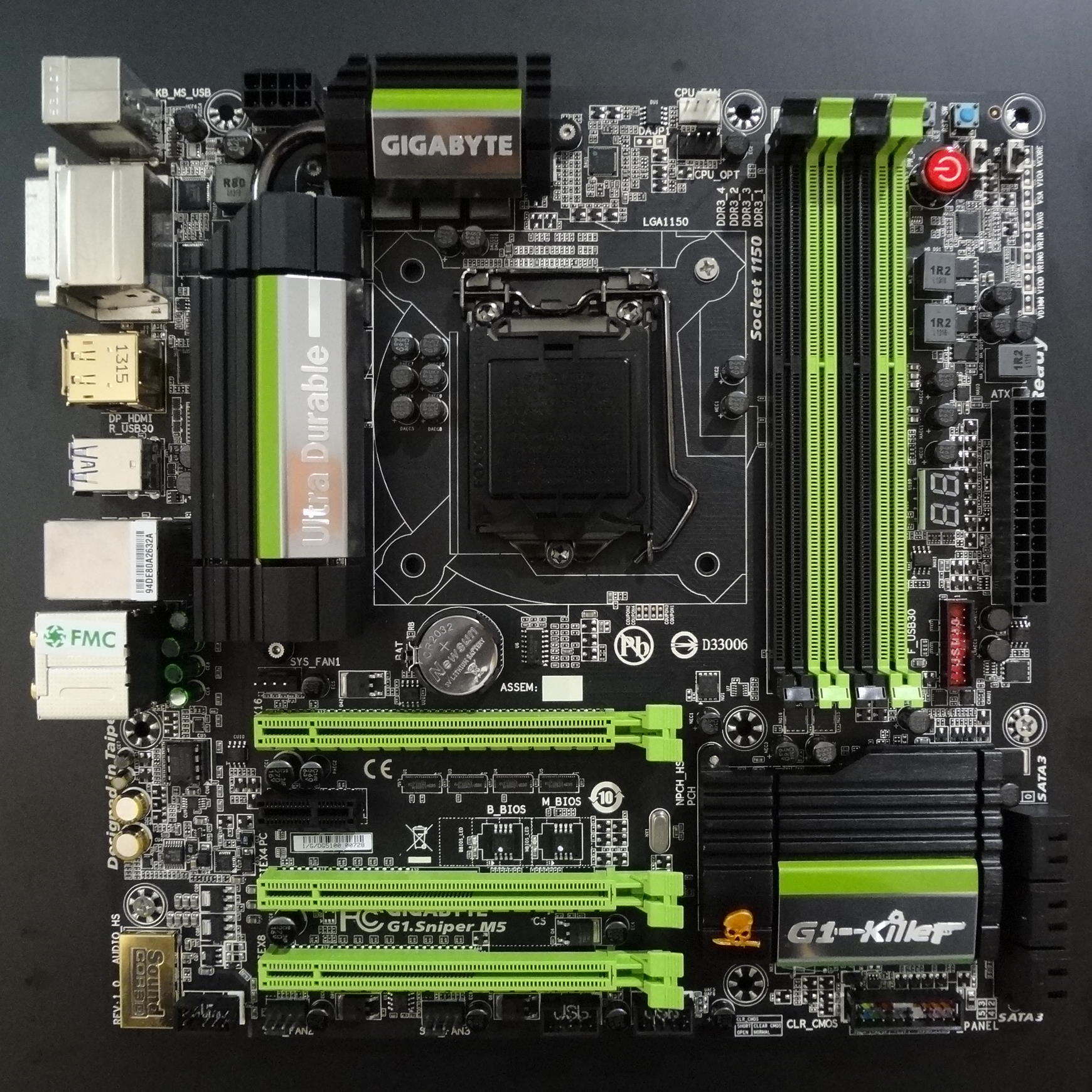
Placă de bază Gigabyte G1.Sniper ATX

Placa de bază (engleză: motherboard) este placa principală a unui calculator, o componentă hardware complexă pe care sunt montate toate componentele hardware ale PC-urilor sau ale altor aparate electronice computerizate. Placa de bază reprezintă elementul de legătura dintre toate componentele calculatorului.
Într-un laptop, placa de bază este de dimensiuni mai mici și dispune de câteva diferențe majore. Aceasta poate să nu aibă sloturi de expansiune, și de asemenea poate oferi majoritatea componentelor direct integrate. În mod similar, termenul de placă de bază este aplicat dispozitivelor cu o singură placă și fără extinderi sau capacități suplimentare, cum ar fi sistemele înglobate cu capacități limitate de expansiune.

## Istoric
Înainte de inventarea microprocesorului, calculatorul conținea multiple plăci de circuite imprimate pe care erau doar câteva componente (Unitatea centrală de procesare, memoria și perifericele) interconectate la un backplane cu mai mulți conectori. Aceștia erau conectați la magistrale de alimentare, comandă sau de comunicație.
În anii 1980, plăcile de bază ale calculatoarelor personale au început să includă circuite integrate (Super I/O), capabile să suporte un set de periferice la viteze mici: tastatură, mouse, unitate de dischetă, porturi seriale și porturi paralele.

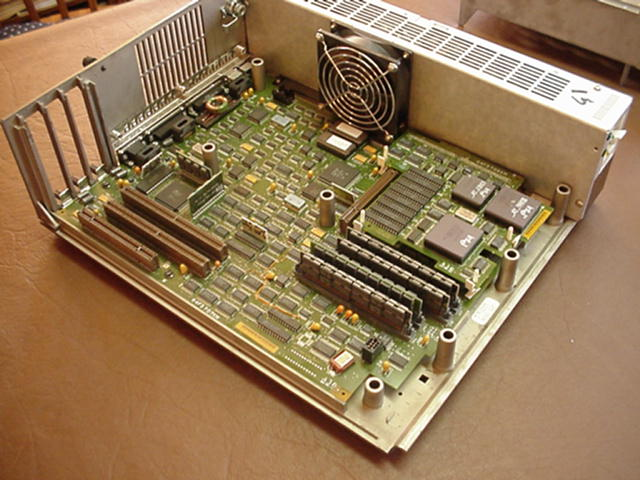
IBM PS/2 Model 70 (Planar)

- 1981 IBM produce placa de bază PS/2 Model 70 (Planar). Aceasta avea un procesor Intel 8088, BIOS, suporți pentru RAM-ul procesorului și o colecție de sloturi în care puteau fi conectate carduri auxiliare. Unitatea de dischetă era achiziționată separat și se conecta la unul din slot-uri. calculatoarele bazate pe această placă de bază, cunoscute sub denumirea de IBM compatibile, sunt în mod normal numite astăzi PC-uri sau calculatoare personale.
- 1984: IBM a lansat proiectul AT (Advanced Technology), prin care s-a născut PC-ul bazat pe componentele pe care le cunoaștem astăzi. Factorul de formă AT s-a dovedit foarte popular și a devenit o placă de bază standardizată pentru toate desktopurile.
- 1986 Yeh Pei-Cheng fondează în Taiwan Gigabyte Technology.
- 1987 Elitegroup Computer Systems, fostul producător mondial de plăci de bază ECS
- 1989: a fost fondată ASUS. O mică companie taiwaneză formată de foști angajați ai Acer și-a luat numele de la Pegasus. Devine mai târziu cel mai mare producător de plăci de bază din lume.
- 1993 Intel dezvoltă PPGA (Plastic pin grid array) pentru fixarea chipset-ului pe placa de bază.
- 1995 Intel lansează un nou format de placă de bază ATX. ATX-ul a fost prima dezvoltare majoră a plăcii de bază de la formatul AT în 1984, având numeroase îmbunătățiri, inclusiv noi dimensiuni și layout.
- 1997: Intel intenționează să adauge la monopolul său un microprocesor prin fabricarea propriilor placi de bază.
- 1998 Sunt produse plăcile de bază în formatul Micro ATX, cu aproape jumătate din dimensiunea unei plăci standard ATX. Conțin mai multe periferice integrate și sunt fabricate pentru PC-uri cu carcasă mai mică, dar cu mai puține sloturi de extensie.
- 2001 Mini ITX produsă de VIA a fost lansată în 2001, a fost construită pentru carcase mici, având toate caracteristicile unui ATX sau Micro ATX.
- 2005 Intel introduce formatul BTX (Balanced Technology eXtended).
- 2007 ASUS devine cel mai mare producător de plăci de bază pentru calculatoare.
- 2009 VIA introduce Mobile-ITX, cel mai mic model de placă de bază doar 60 mm x 60mm.
- 2011: Plăci de bază comercializate: 355,2 milioane[1]

## Privire de ansamblu

O arhitectură mai veche

Placa de bază conține și conectori electrici pentru comunicarea cu celelalte componente ale sistemului calculator.  Pe placa de bază se conectează între ele unitatea centrală de prelucrare (UCP) și alte subsisteme și dispozitive electronice: interfețe, memorie, etc.
Un exemplu tipic de computer desktop are microprocesor, memorie RAM și alte componente esențiale conectate la placa de bază. Pot fi atașate și alte componente, cum ar fi dispozitive externe de stocare, controlere pentru placa video, placa de sunet și alte dispozitive periferice, deși calculatoarele moderne au integrate toate aceste periferice.
O componentă importantă a plăcii de bază este chipset-ul pentru microprocesor, care are rolul de interfață de conectare între microprocesor, magistrala  lui de date și diferitele componente externe. Acest chipset determină, într-o măsură, caracteristicile și capacitățile plăcii de bază.
Plăcile de bază moderne includ, cel puțin:
- o priză (socket) sau socluri pentru microprocesor în care se pot instala unul sau mai multe microprocesoare. Există și cazuri în care microprocesorul este lipit direct la placa de bază, fără mijlocirea unui soclu.
- sloturi în care se instalează memoria sistemului (de obicei, în formă de module DIMM care conțin cipuri de memorie DRAM)
- un chipset, care constituie magistrala care face legătura între microprocesor, memoria RAM și periferice
- un chipset pentru memoria non-volatilă (de obicei, memoria Flash pe plăcile de baza moderne) care conține sistemul de Firmware sau BIOS-ul
- un ceas intern (generator de tact), care produce sincronizarea diverselor componente
- sloturi pentru carduri de extindere (interfață pentru magistrala de date susținută de chipset-uri)
- porturi, asigură conectarea perifericelor și transferul de date între acestea și calculator
- conectori electrici de putere, care primesc energie electrică de la sursa de alimentare și o distribuie la microprocesor, chipset-uri, memorie RAM și la cardurile de extindere, plăci grafice (de exemplu, GeForce 8 și Radeon R600) care necesită o putere mai mare decât poate oferi placa de bază - deci sunt conectori suplimentari pentru a le atașa direct la sursa de alimentare. (Există și unități de disc conectate la sursa de alimentare prin intermediul unor conectori speciali.)

În plus, aproape toate plăcile de bază includ facilități (circuite) de program și conectori pentru a sprijini dispozitivele utilizate pentru intrare de comenzi și date, cum ar fi doi conectori PS pentru mouse și tastatură.
Având în vedere puterea mare de calcul a microprocesoarelor de mare viteză și a componentelor aferente, care necesită - relativ -, mare consum de energie electrică, plăcile de bază moderne includ aproape întotdeauna radiatoare de răcire și puncte de montare ventilatoare pentru a disipa excesul de căldură.

## Tipuri de formate

Factori de formă ai plăcilor de bază

Plăcile de bază pot fi categorisite după format. Factorul de formă specifică dimensiunea plăcii de bază, unde vor fi plasate componentele individuale precum și forma carcasei calculatorului. Până în prezent, standardul ATX introdus de Intel și variantele sale, este cel mai răspândit.

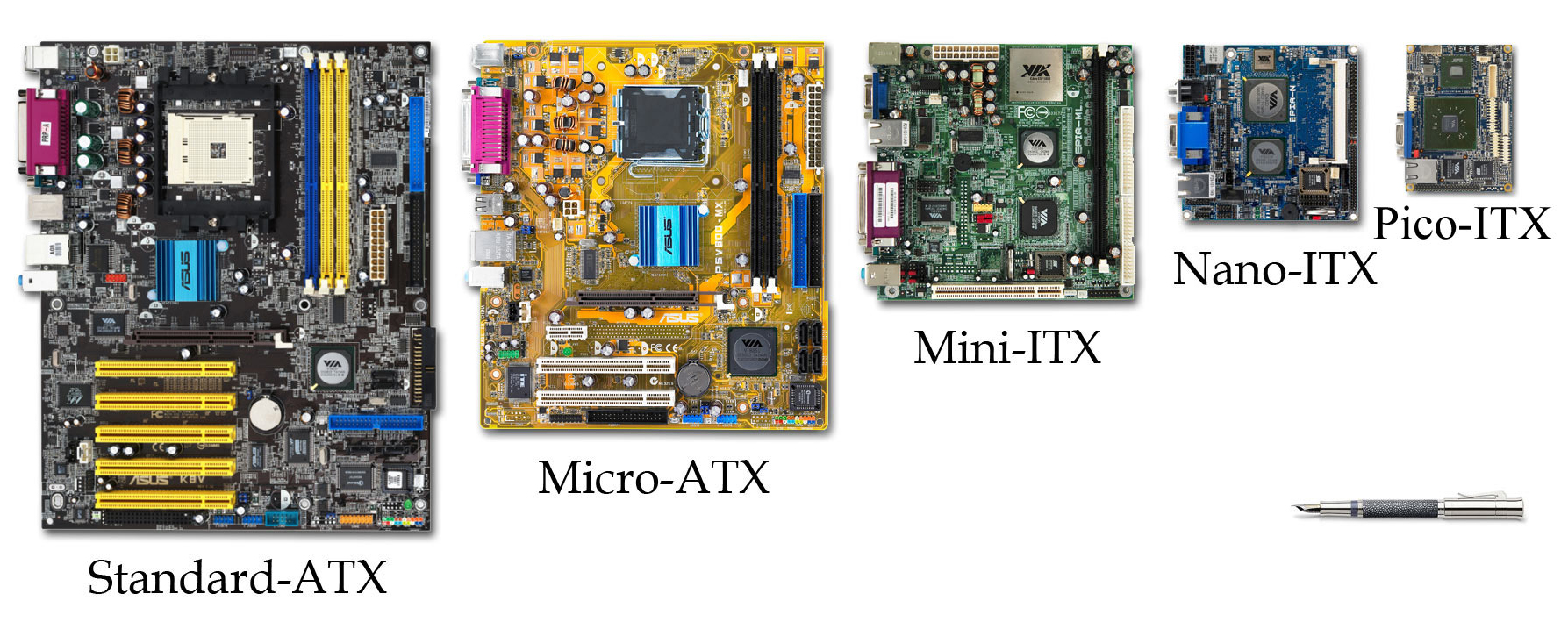
Comparație a factorilor de formă

Comparație mini-ITX cu mini-DTX, precum și ATX, μATX cu DTX

- XT:  216 mm × 279 mm, 	IBM 1983
- AT: 305 mm × 279–330 mm (înlocuit de la începutul anilor 2000 de formatul ATX), IBM 1984
  - Baby-AT: 216 mm x 254–330 mm, IBM 1990
- ATX: 305 mm x 244 mm, Intel 1995
  - E-ATX: 305 mm x 330 mm
  - ATX: Intel, 1999
  - eATX: 305 mm × 330 mm, Intel
  - microATX: 244 mm x 244 mm, Intel 1997
  - NLX: 203 mm - 229 mm × 254 – 345 mm, Intel 1997
  - FlexATX : 228,6 mm x 190,5 mm, Intel 1999
  - Mini-ATX: 150 mm × 150 mm
- ITX: 215 mm x 191 mm,  VIA Technologies 2001
  - Mini-ITX: 170 mm × 170 mm, VIA 2003
  - Nano-ITX: 120 mm x 120 mm, VIA 2004
  - Pico-ITX: 100 mm × 72 mm, VIA 2007
- BTX (2004): 325 mm × 267 mm, Intel 2004
  - MicroBTX: 264 mm × 267 mm, Intel 2004
  - PicoBTX: 203 mm × 267 mm, Intel 2004
- DTX: 203 mm × 244 mm, AMD 2007
  - Mini-DTX: 170 mm × 203 mm, AMD 2007
- WTX: 356 × 425 mm, Intel 1998[2]

## Componente principale

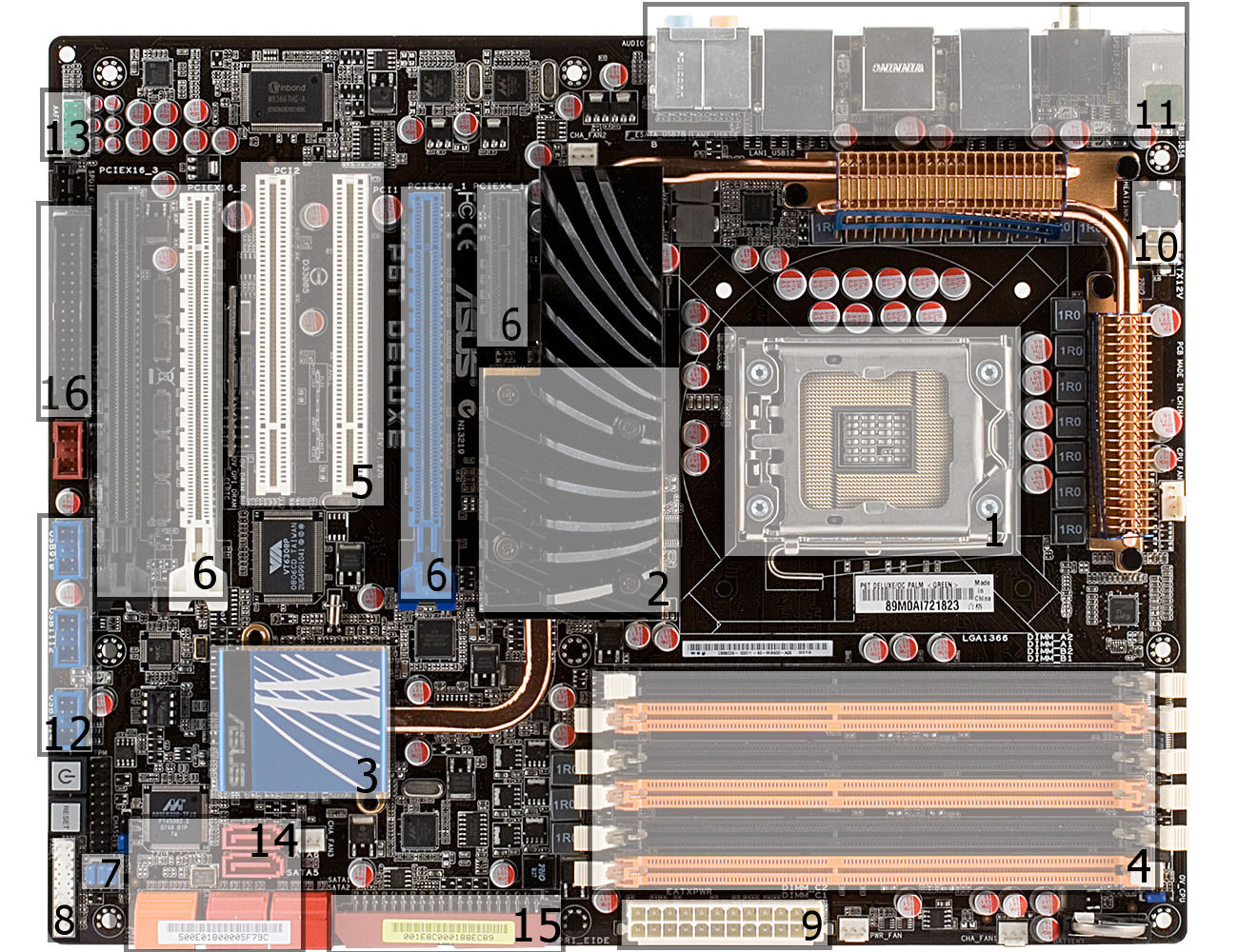
Placă de bază modernă în care se pot vedea: soclul CPU (1) din dreapta, Northbridge (2), Southbridge (3), sloturi RAM (4), PCI (5), PCI Express (6), conector de alimentare CPU cu 8 pini (10), porturi de interfață I/O (11) și conectori pentru porturi USB. În partea de jos se află: conectorul IDE (15), sursa de alimentare cu 24 de pini (9) și porturile SATA (14).

Socket : este soclul (locașul) unde este introdus procesorul. Socket-ul poate fi LGA (Land Grid Array) și PGA (Pin Grid Array). Diferența dintre acestea este modul în care conectează procesorul de placa de bază: LGA utilizează plăcuțe sau pin-uri mici de contact pe placa de bază în timp ce PGA folosește pin-uri subțiri care fac parte din procesor. Diferitele tipuri de socket influențează compatibilitea cu proceasorele dar și performanța acestora.
Chipset: este parte a sistemului de logică a plăcii de bază, alcătuit din două părți, Northbridge și Southbridge. Toate componentele computerului comunică cu procesorul prin intermediul chipset-ului.
- Northbridge se conectează direct la procesor prin intermediul Front Side Bus (FSB); oferă acces rapid la RAM, PCI Express, AGP etc.
- Southbridge este mai lent decât Northbridge; conectează periferice PCI, porturile USB, conexiunile hard disk IDE sau SATA.

Bus: este un circuit utilizat atât de northbridge cât și de southbridge. Viteza de bus, este măsurată în megahertzi (MHz).  Începând cu anii 2000,  magistrala Frond Side Bus a fost înlocuită cu HyperTransport în procesoarele AMD, iar Intel utilizează QuickPath Interconnect sau Direct Media Interface.
Cipul BIOS și UEFI: La pornire, placa de bază trebuie să știe ce dispozitive sunt conectate. Pentru a îndeplini această sarcină, placa are un firmware numit inițial BIOS apoi UEFI. Ambele sunt cuprinse într-un chip de memorie ROM (EEPROM sau EPROM) sudate pe placa de bază. Microprocesorul lansează acest cod automat atunci când se pornește calculatorul.
- Cip-ul BIOS (Basic Input/Output System), controlează majoritatea funcțiilor de bază ale calculatorului și efectuează o auto-testare de fiecare dată când se pornește computerul. Unele sisteme conțin dual BIOS, care prevede o copie de rezerva în cazul în care unul eșuează sau în caz de eroare în timpul actualizării.

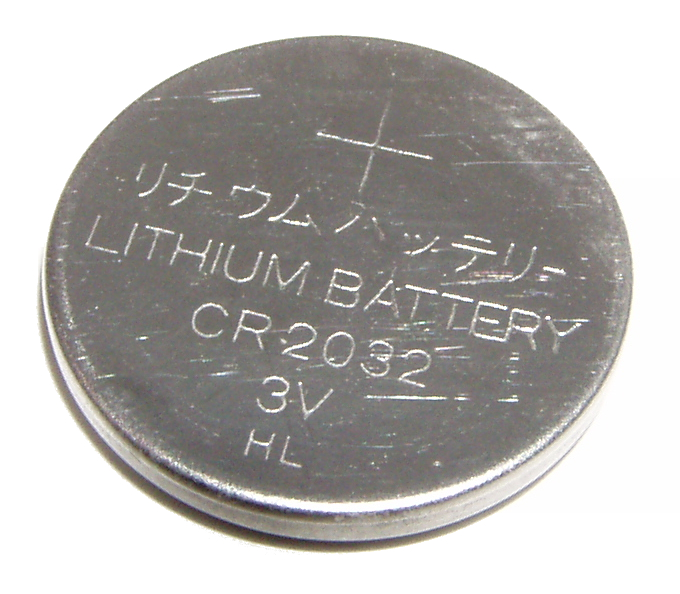
Baterie CMOS CR2032 3V

- UEFI (Unified Extensible Firmware Interface), este noul tip de BIOS adoptat din anii 2000.  UEFI oferă câteva avantaje față de BIOS: funcționalități în rețea, interfață grafică de înaltă rezoluție, gestionare integrată a mai multor instalări de sistem de operare, suportă până la 128 de partiții, HDD de 2 TB, calculatorul pornește mult mai rapid, securitate mai bună.

Cip ul CMOS: este un cip inclus în southbridge și care păstrează setările BIOS-ului (ordinea de pornire, modificări în BIOS); este alimentat de bateria CMOS. 
- Bateria pentru CMOS: este bateria care alimentează CMOS pentru a păstra setările atunci când calculatorul este oprit.

Sloturile de expansiune: aici se montează componentele hardware, în special plăcile de expansiune. Principalele sloturi prezente pe o placă de bază modernă sunt: DIMM (Dual In-Line Memory Module), PCI (Peripheral Component Interconnect) și PCI-Express (PCI-e) (Peripheral Component Interconnect Express).

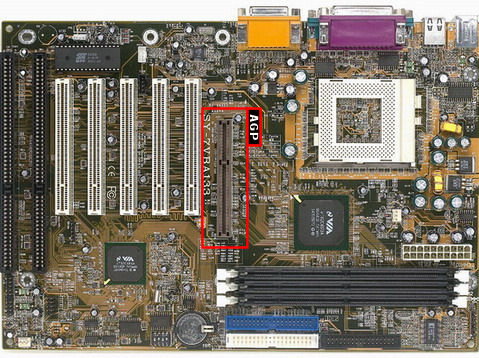
Placă de bază ATX cu slot AGP (evidențiat)

- Sloturile DIMM: în acestea se instalează modulele RAM pentru memoria sistemului. Acestea se găsesc în general în apropierea soclului procesorului și sunt orientate perpendicular cu sloturile PCI-Express.

Există mai multe tipuri și generații de RAM, fiecare compatibil cu DIMM-urile specifice generației respective: DDR SDRAM cu 168 pin, DDR RAM cu 184 pin, DDR2 și DDR3 fiecare cu 240 pin, respectiv DDR4 RAM cu 288 pin. Pe plăcile de bază moderne sloturile DIMM sunt prezente în perechi și au coduri colorate pentru a diferenția canalele singulare de cele duale, triple sau cvadruple, prin care modulele de memorie să comunice prin mai multe canale simultan pentru a accesa o bancă de memorie combinată. Acest regim de lucru al memoriei RAM poartă denumirea de arhitectură multi-channel. Instalarea plăcuțelor de memorie identice în sloturile de memorie cu canale duale, triple sau cvadruple oferă performanțe îmbunătățite.

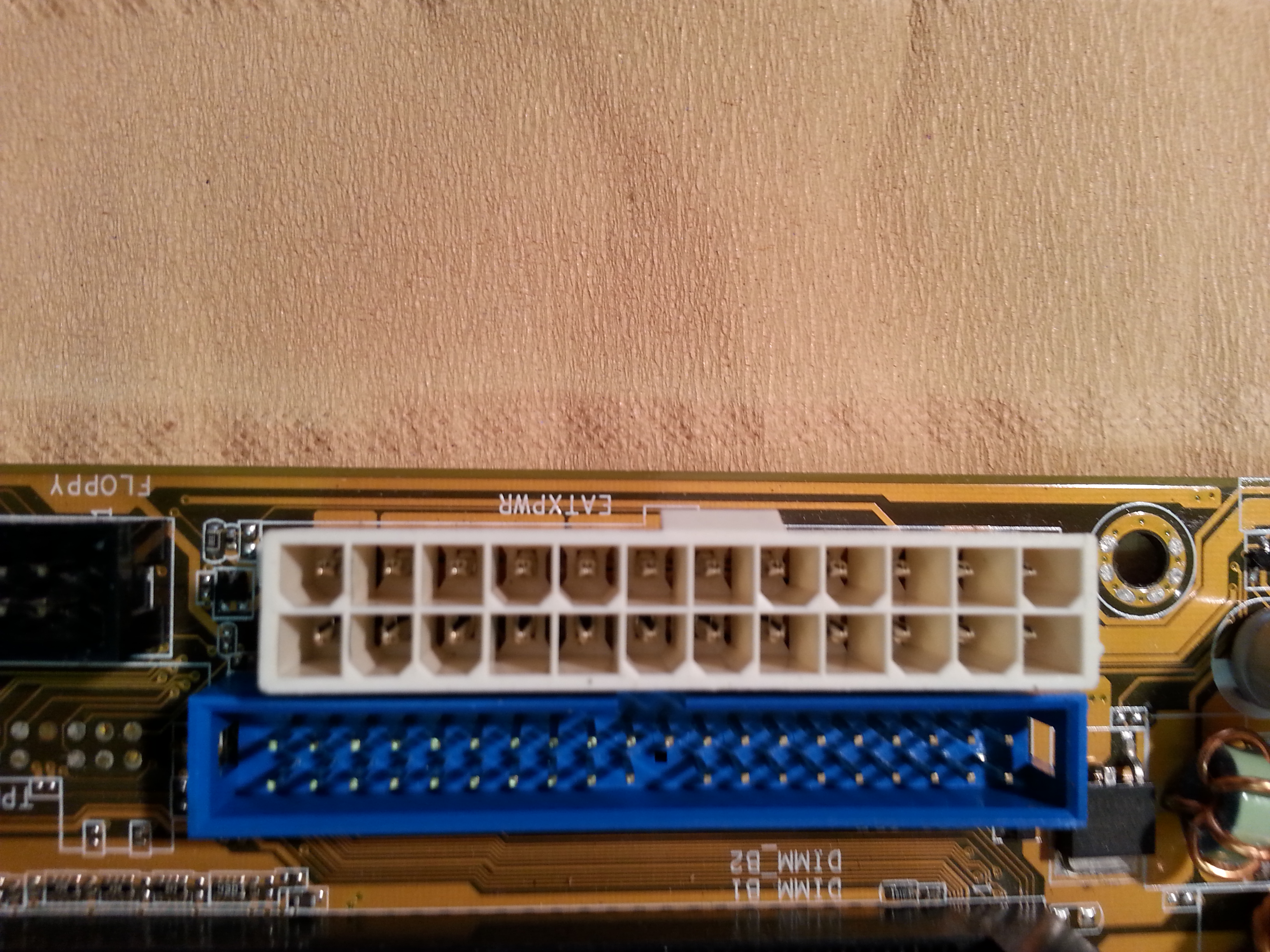
Conector IDE (albastru) și un conector ATX cu 24 pini (alb).

- Sloturile PCI/PCI-e: Sloturile PCI și PCI-e sunt interfețe fizice în care sunt introduse plăcile de expansiune dedicate precum: placă video, placă audio, placă de rețea, TV Tuner, etc. Plăcile de bază moderne folosesc preponderent versiunea avansată și anume PCI-e (PCI Express), acesta fiind proiectat să înlocuiască versiunile precedente cum ar fi PCI, PCI-X și AGP. Sloturile PCI-e vin în dimensiuni și performnțe standardizate de la x1 (o singură banda pe magistrală) până la x16 (16 benzi pe magistrală). Plăcile debază moderne dispun de cel puțin un slot PCIe x16, pentru a putea instala o placă grafică dedicată. Sloturile PCI Express mai mici, cum ar fi x1, x4, x8 sunt de obicei utilizate pentru plăcile audio, rețea, sau  unități de stocare SSD (NVM Express). Portul PCI-Express se află puțin mai în spate față de celelalte porturi PCI.
- Slotul AGP (Accelerated Graphics Port): a fost slotul vechi dedicat pentru plăcile video. Nu se mai fabrică plăci de bază cu slot AGP.

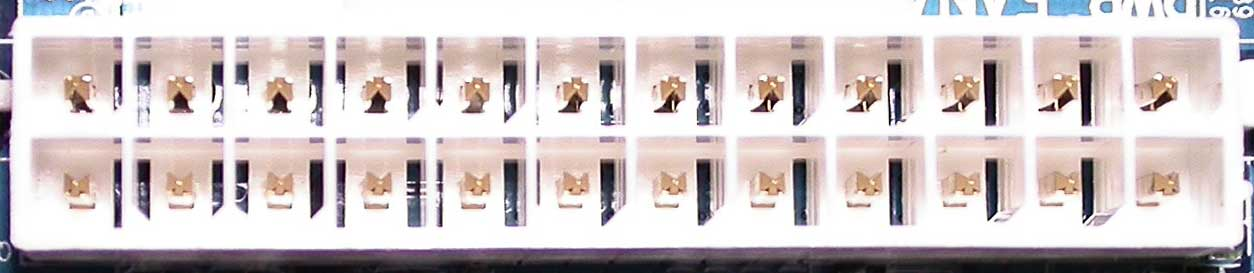
Conector alimentare ATX (pentru 24 pini)

Conectori și porturi: asigură transferul de date, conectarea perifericelor sau alimentarea cu energie a componentelor.
- Conectori SATA: permit conectarea unui hard disk sau unitate optică la placa de bază printr-un cablu SATA prin care se realizează transferul de date.
- Conectori IDE/PATA: sunt conectorii pentru dispozitivele cu cablu IDE (hard disk, CD/DVD-ROM, floppy, etc.)

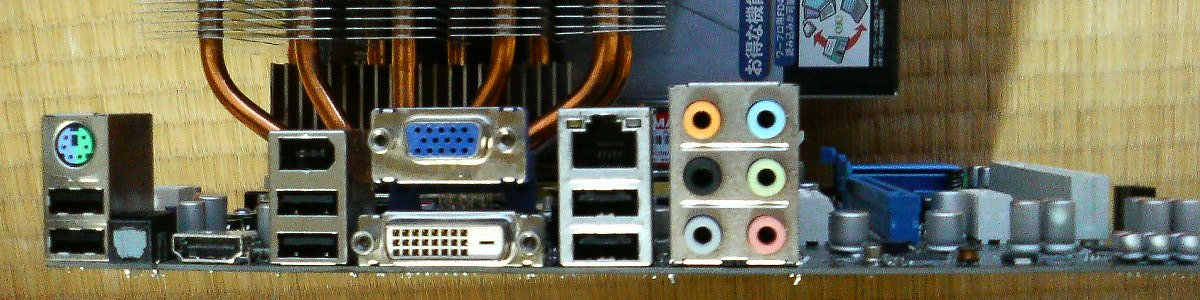
Din stânga: porturi PS/2 pentru tastatură și mouse, 2 x porturi USB 2.0, 2 x porturi USB 3.0, DVI (alb), VGA (albastru), un port LAN, două porturi adiționale USB 2.0 și 3 x 3,5 mm porturi audio.

- Conectorul pentru sursa de alimentare: este conectorul unde este introdusă mufa sursei de alimentare
- Conectorul de alimentare de 12v pentru procesor: este o mufă specială de alimentare pentru procesor. Aceștia sunt responsabili pentru alimentarea plăcii de bază cu energie electrică prin circuitele de alimentare. Cablurile de alimentare ce se conecteză pe placa de bază se termină în conectori standardizați ATX și asigură o conexiune sigură respectiv flux consistent.
- Portul paralel - este portul pentru conectarea dispozitivelor cu mufă paralel (imprimantă); înlocuit cu portul serial
- Porturile USB (Universal Serial Bus) - sunt sloturile pentru periferice USB (mouse, tastatură, cameră video etc)
- Porturile PS/2 - pentru conectarea tastatură și mouse
- Portul video integrat - pentru conectarea unui monitor
- Portul plăcii audio integrate - pentru conectarea echipamentelor audio externe
- Portul ethernet - pentru conectarea calculatorului la rețeaua de internet prin cablu.[3][4][5][6]

## Componente opționale
Plăcile de bază pot avea integrate pe ele și funcționalități cum ar fi cele de la:
- placă de sunet
- placă de rețea
- placă video

În mod normal aceasta este o soluție comodă și ieftină. Pentru o funcționalitate de bună calitate și viteză se folosesc însă plăci/cartele separate, care se conectează la placa de bază.
Plăcile de sunet ,de rețea, video care nu sunt încorporate în placa de bază se montează în porturile PCI (mai nou, placa video se montează în portul PCI-Express). Placa video se montează în portul PCI-Express, deoarece portul PCI-Express are o viteză de transmitere a datelor mai mare.

## Producători
Principalii producători de plăci de bază sunt:
| - Abit - Acer - Albatron - ASRock - ASUS - BIOSTAR - Dell - DFI - ECS | - Epox - EVGA - Foxconn - Gemlight - GIGABYTE - Intel - MSI/Micro-Star - Sapphire - XFX - Zotac |

## Galerie de imagini

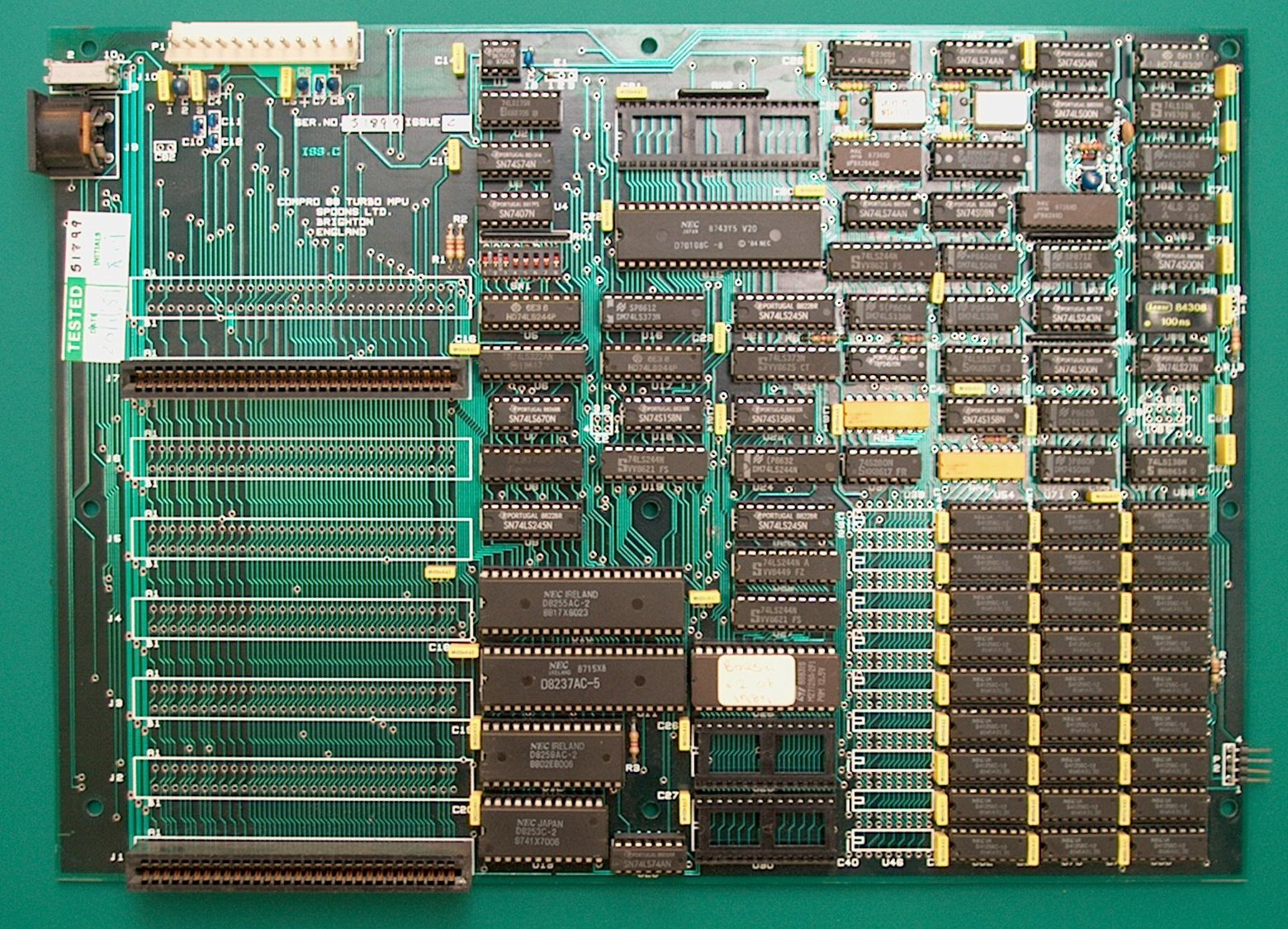
Placa de bază compatibilă PC-XT, fabricată cu dispozitive periferice și logice utilizată în IBM PC
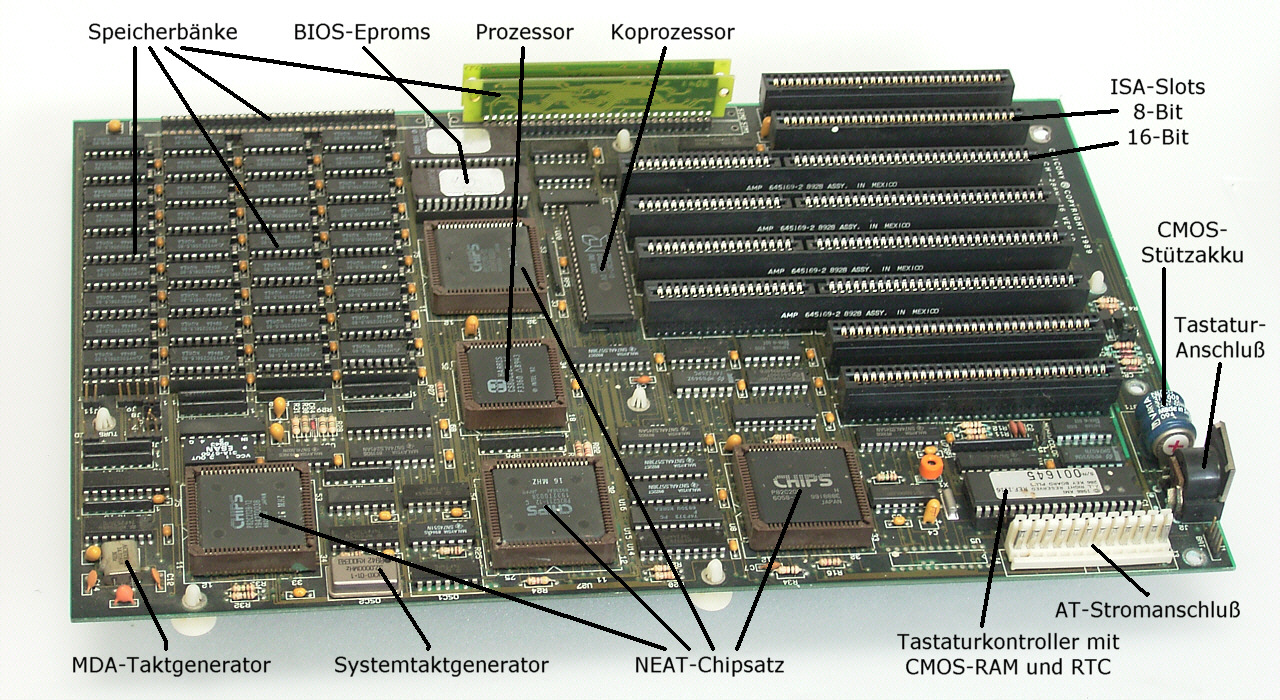
AT pentru procesoarele 80286 și sloturile ISA pe 16 biți, la sfârșitul anilor 1980
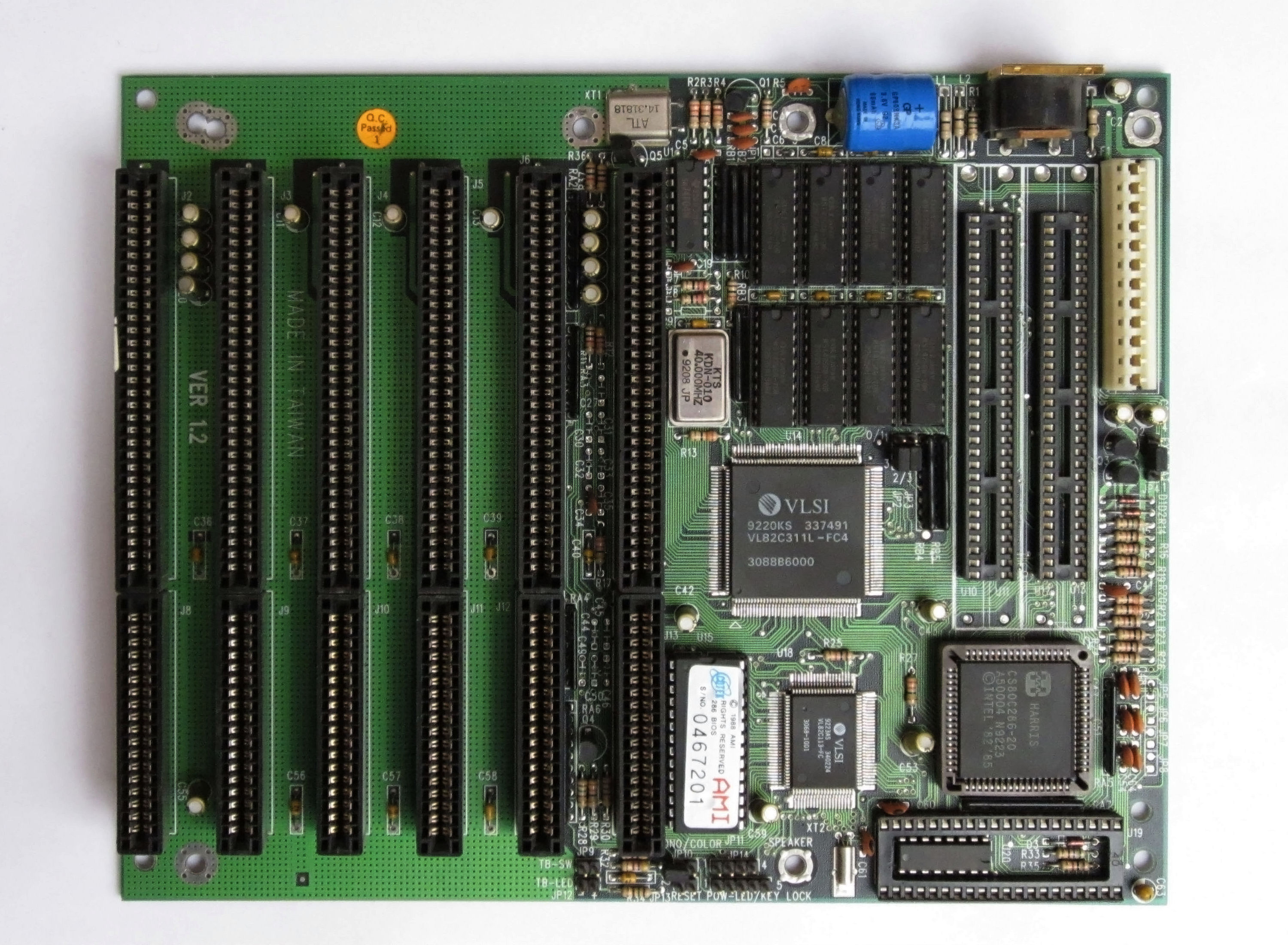
Placă de bază Baby AT, de la 1988
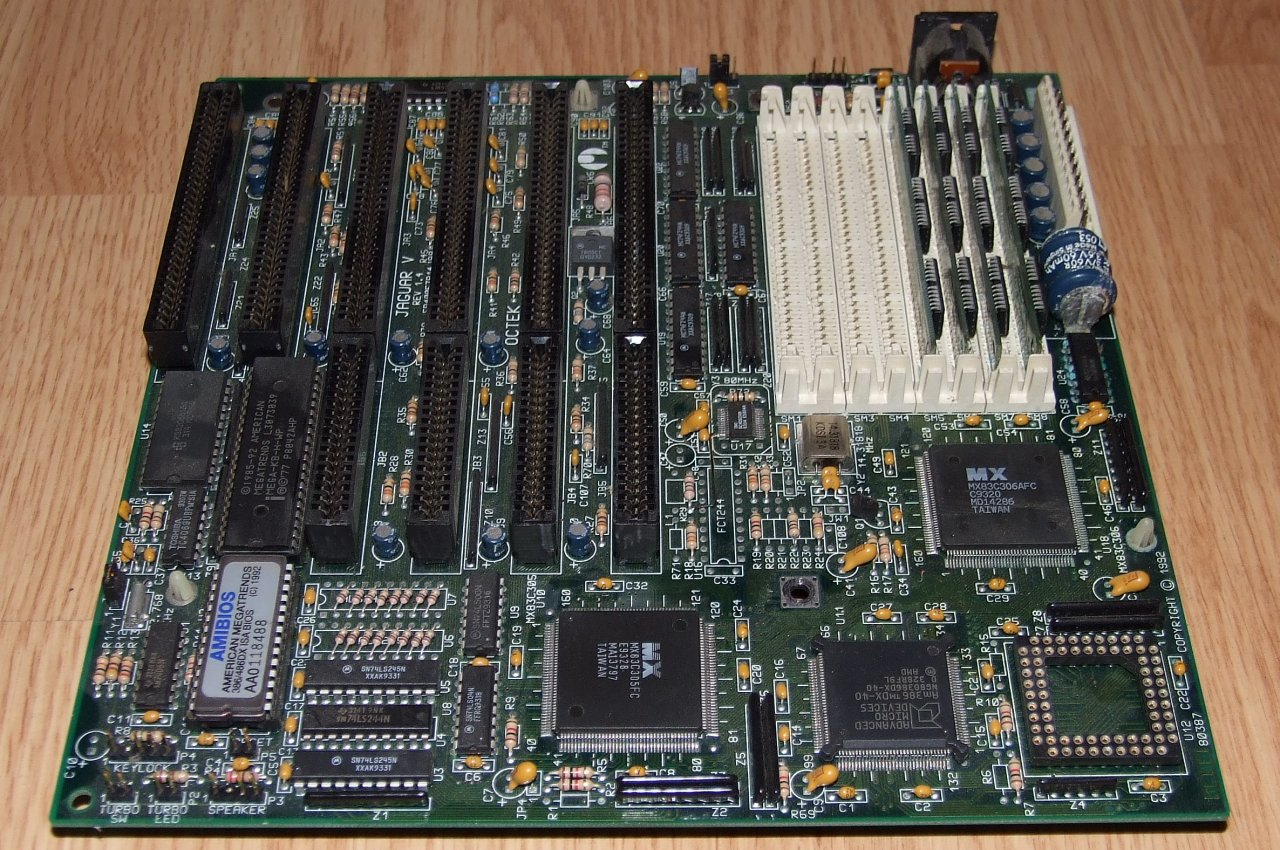
Placă de bază Octek Jaguar V din 1993
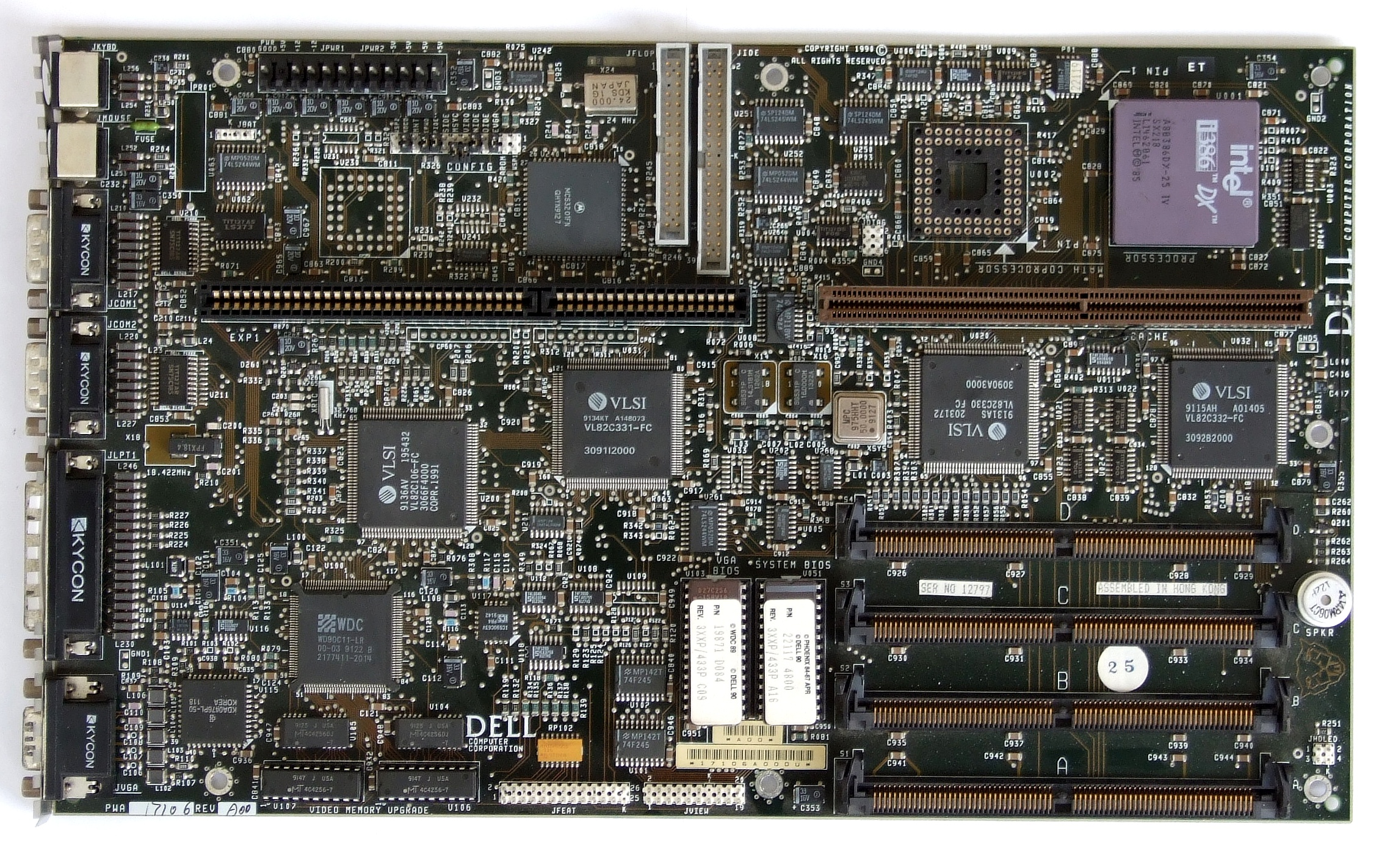
Placa de bază a sistemului Dell System 325P cu i386DX în format LPX, sloturi numai prin LPX
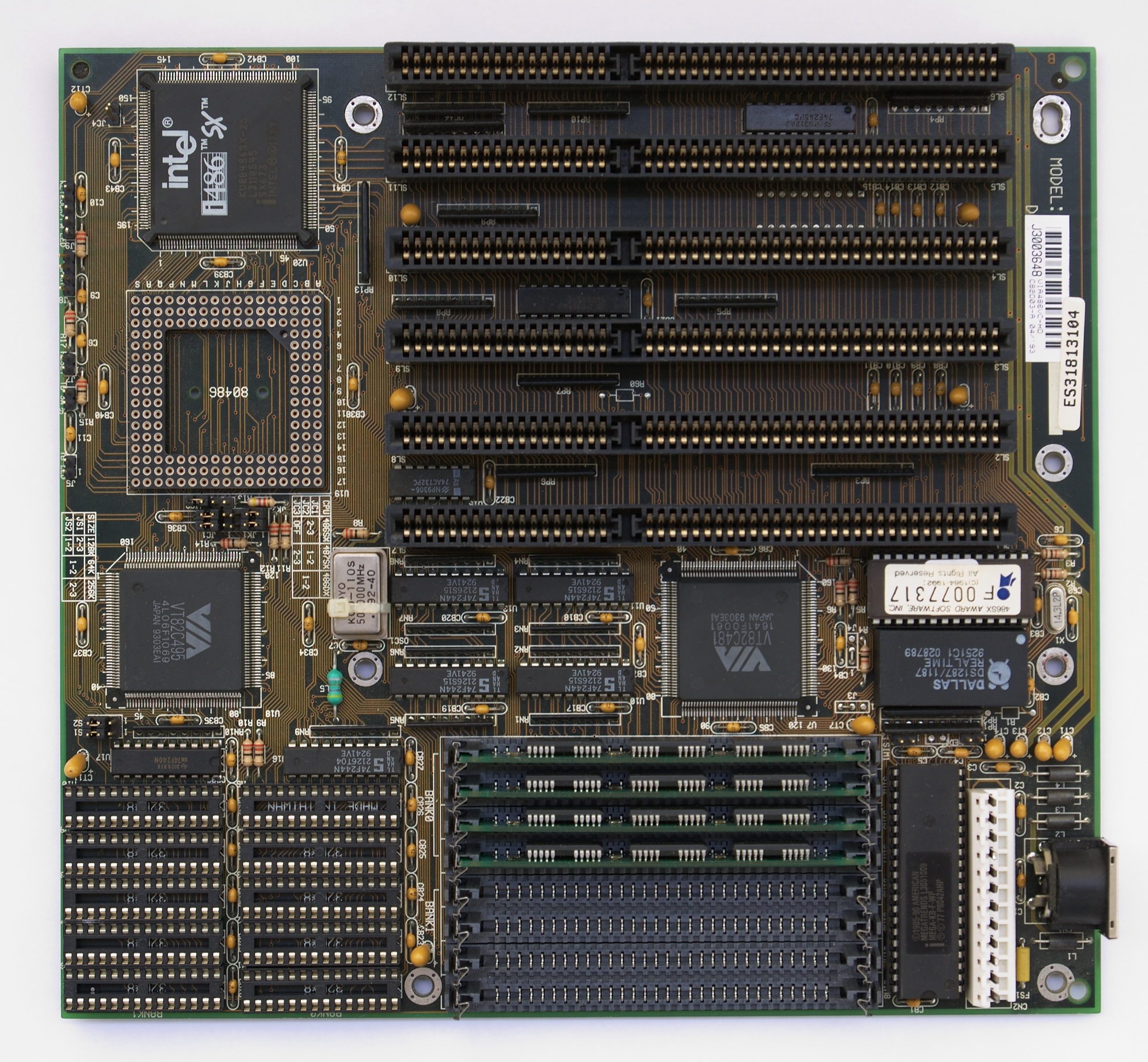
Placă de bază AT pentru procesoarele 80486.
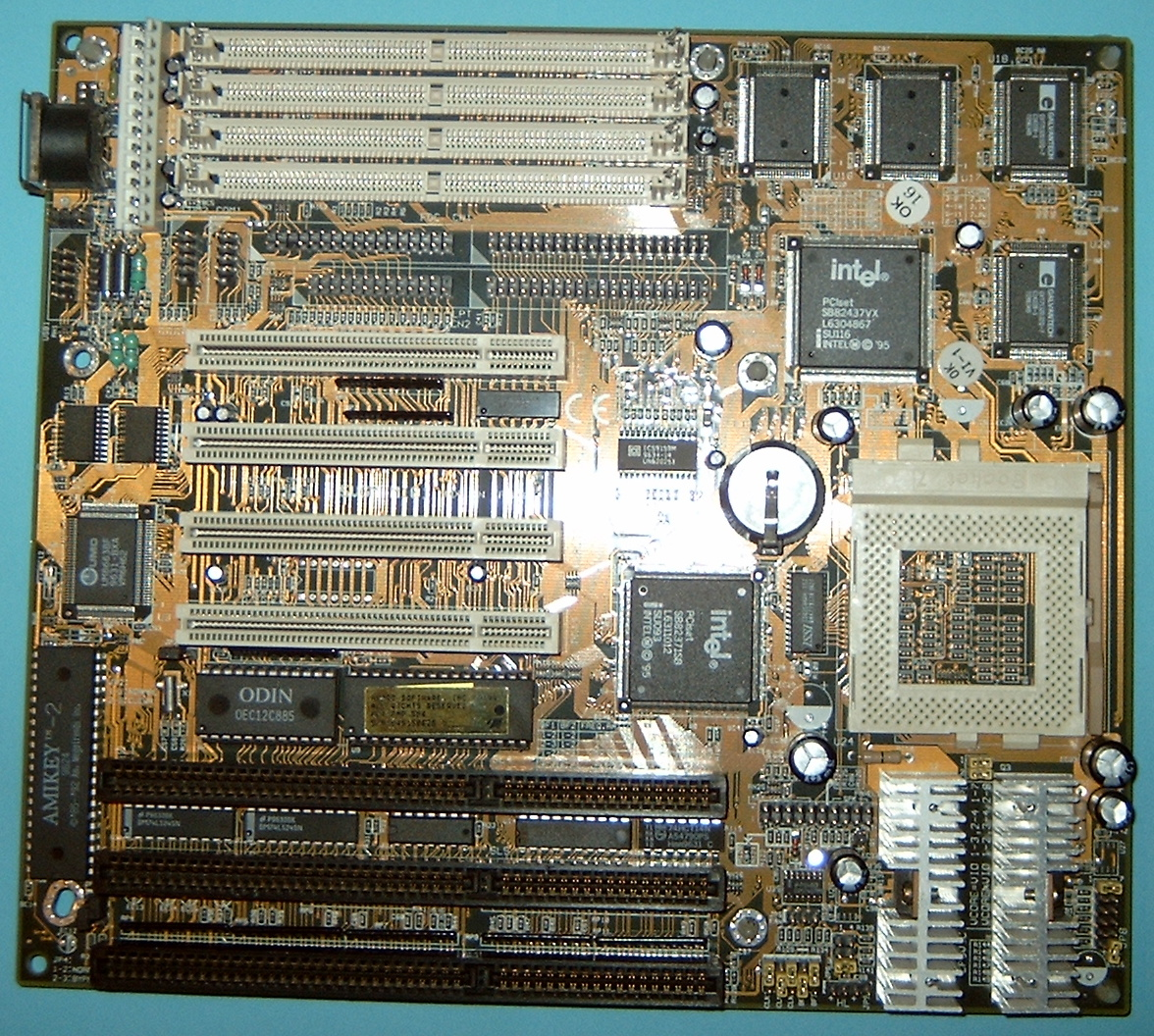
Placă de bază pentru socket 7-AT, cu stabilizator de tensiune, 1996
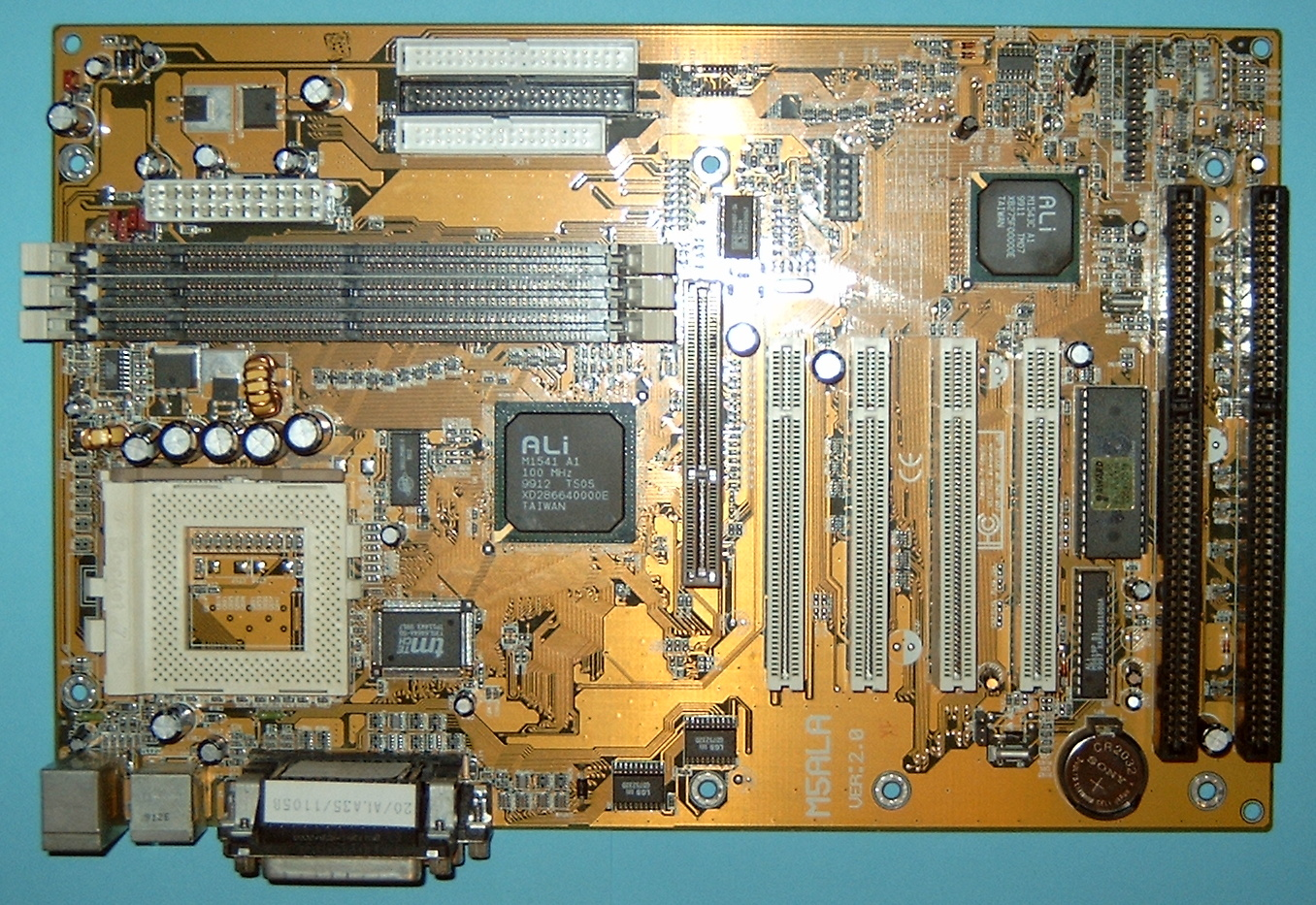
Placa de bază Super Socket 7 ATX, cu convertor coborâtor pentru tensiunea centrală a procesorului, construită în 1998 și 1999
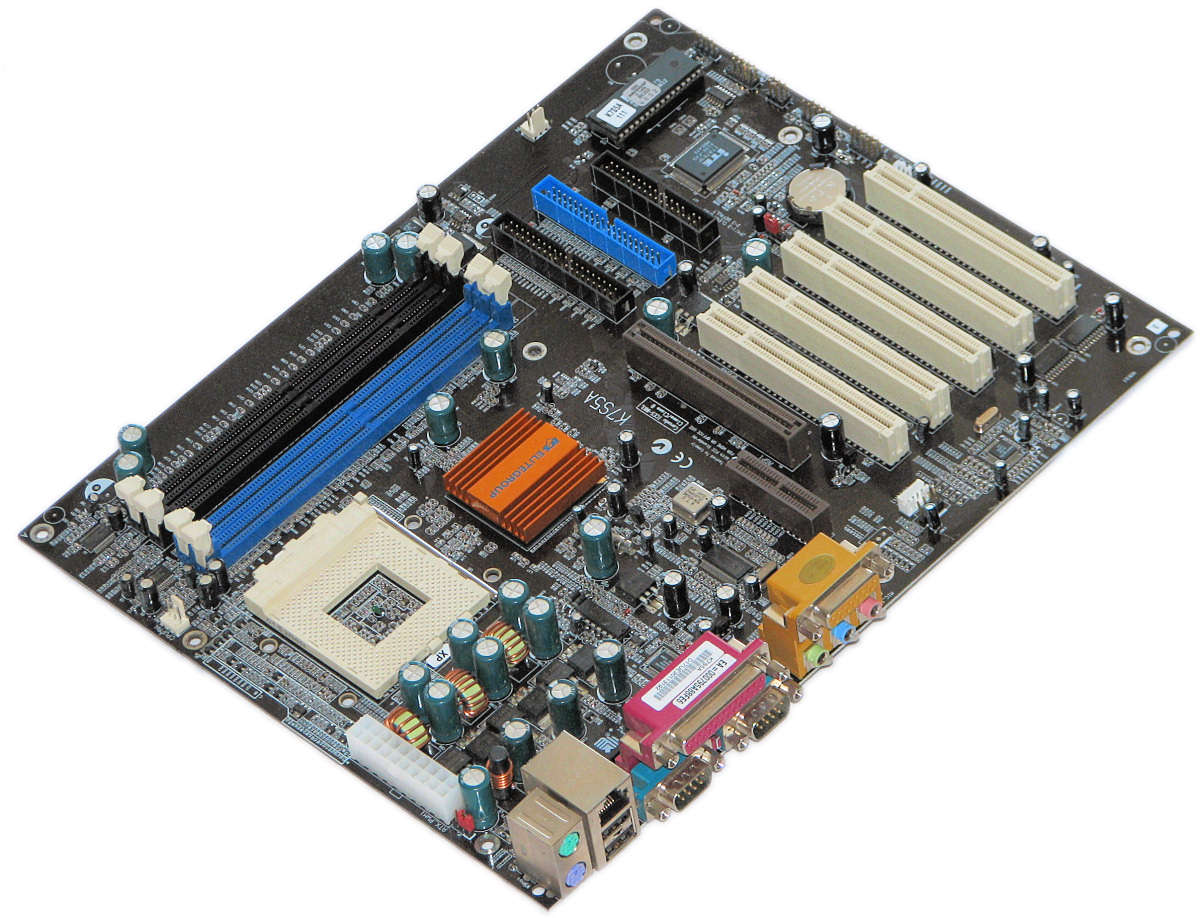
Placă de bază ATX cu soclu 462 pentru procesoare AMD și chipset SiS735 într-un chip, 2001
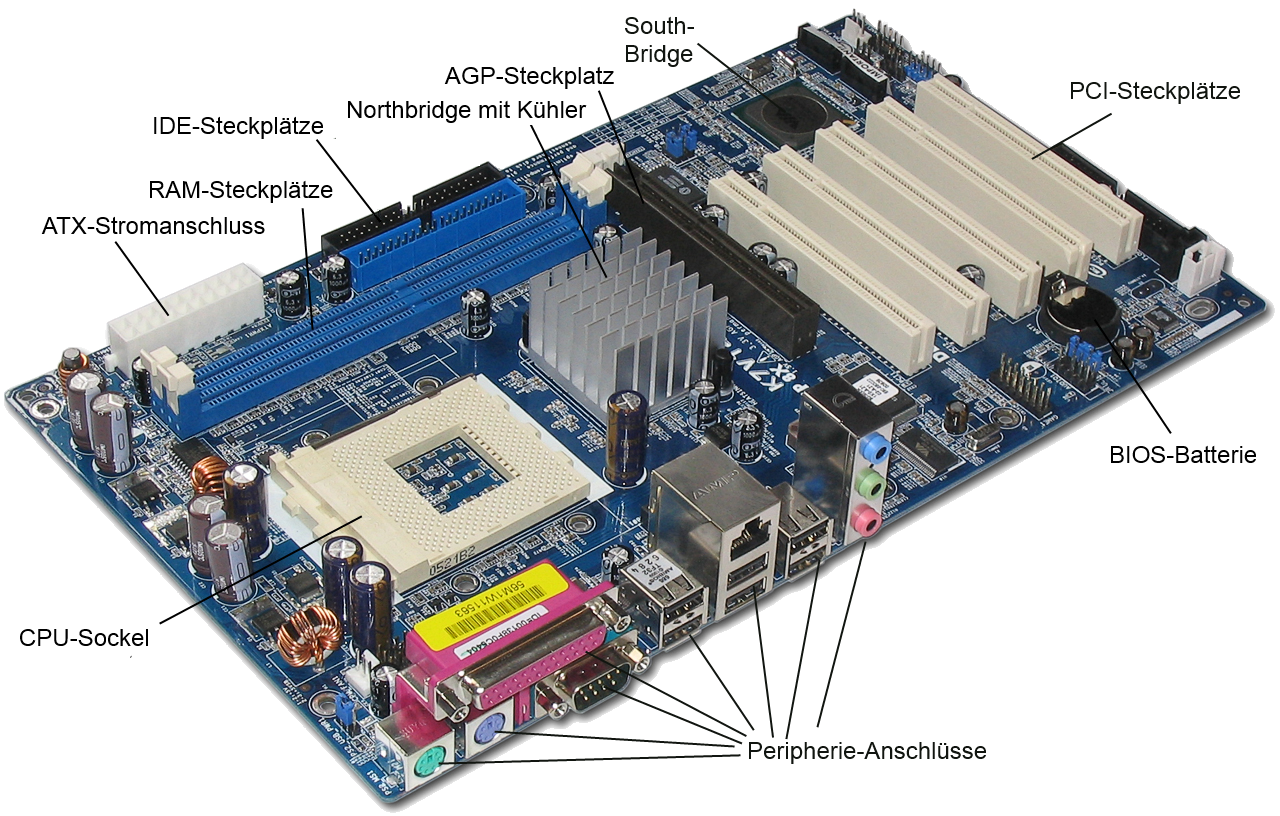
Placă de bază ASRock K7VT4A Pro, 2004
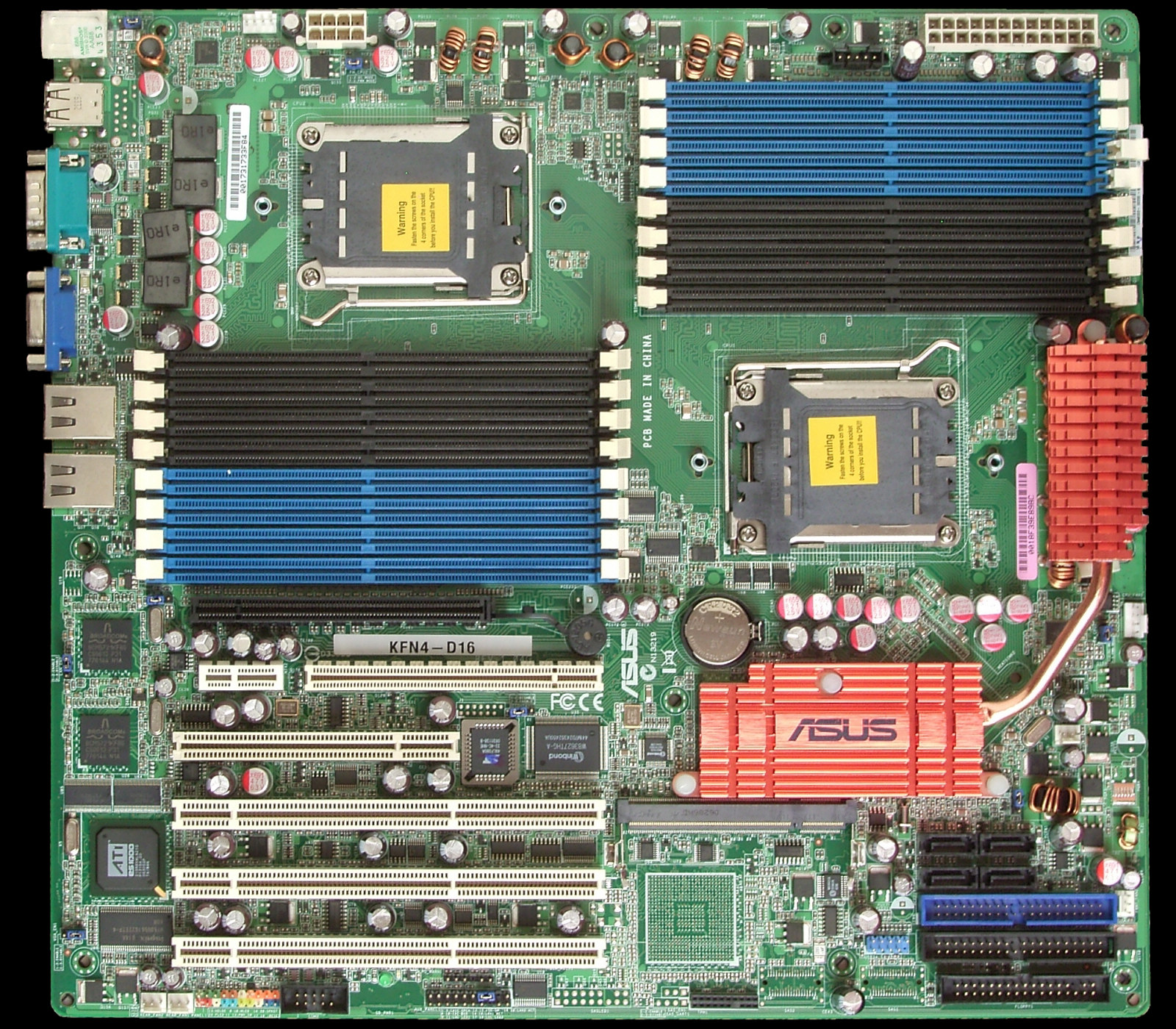
Placa de bază server pentru două procesoare AMD Opteron
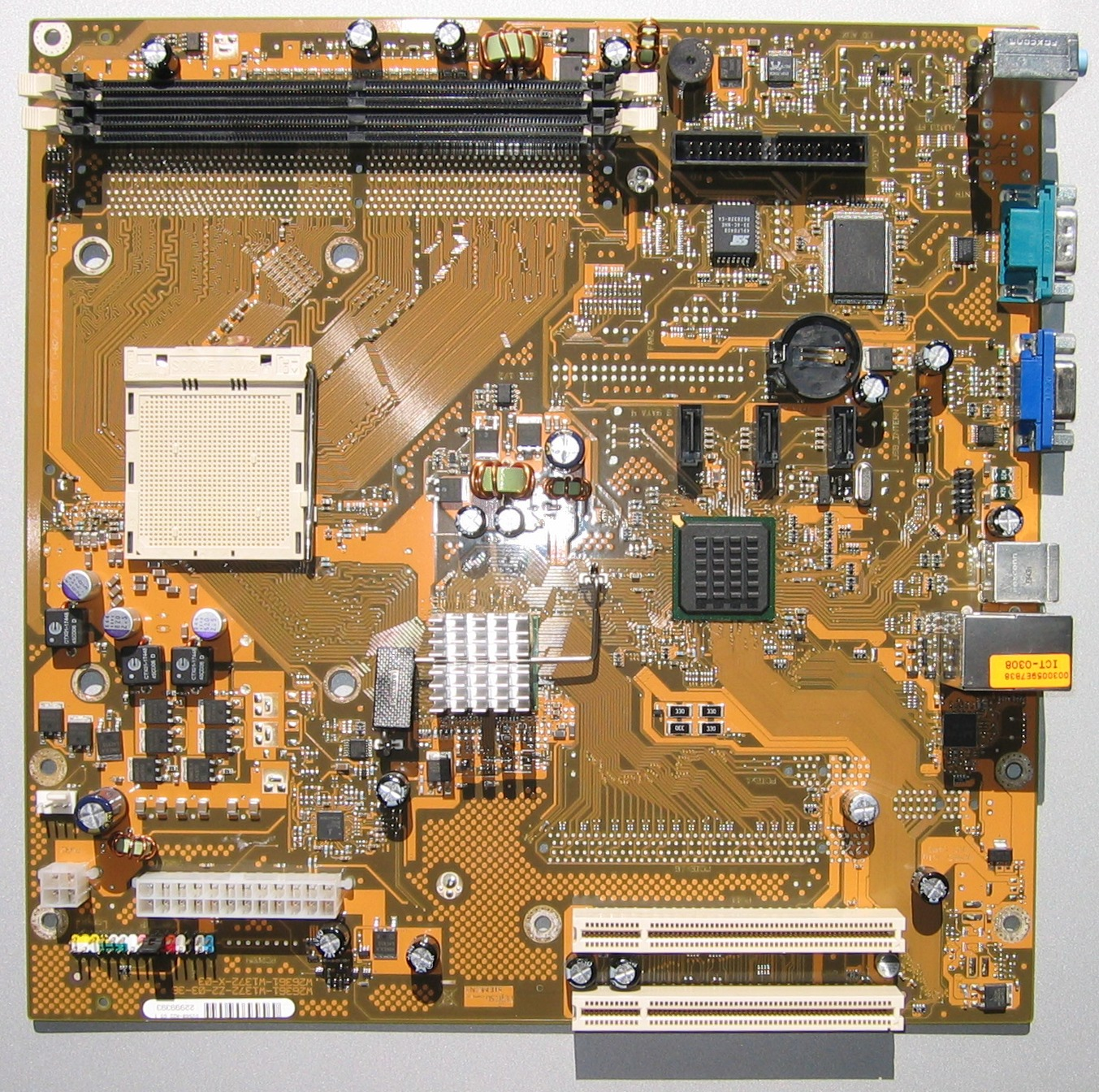
Formatul BTX cu soclu AM2
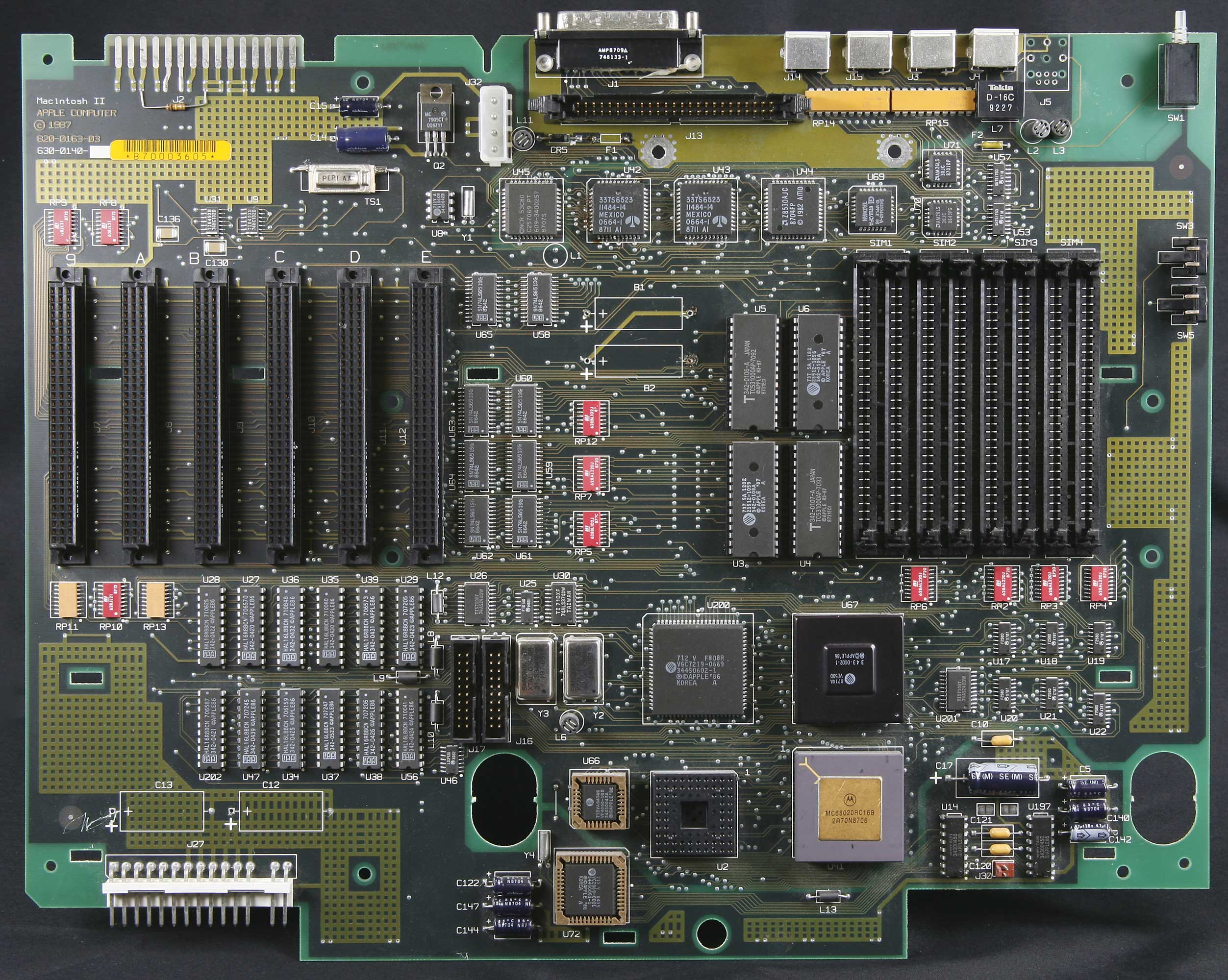
Placă de bază a Macintosh II 2007, cu cele 6 sloturi NuBus (stânga), Motorola 68020 CPU și 68881 FPU (mai jos)
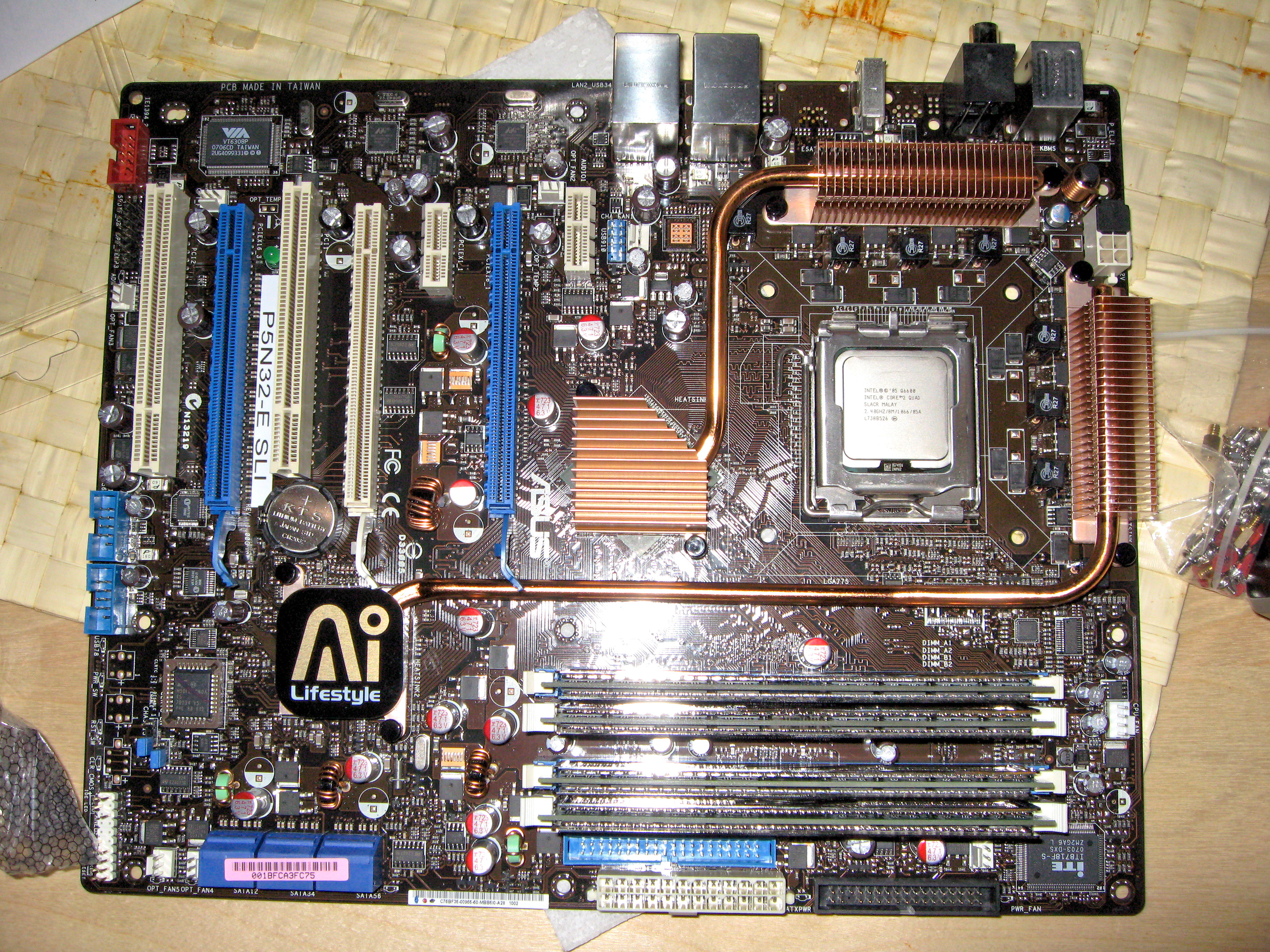
Placă de baza ATX pentru Socket 775, suportă SLI, 2008
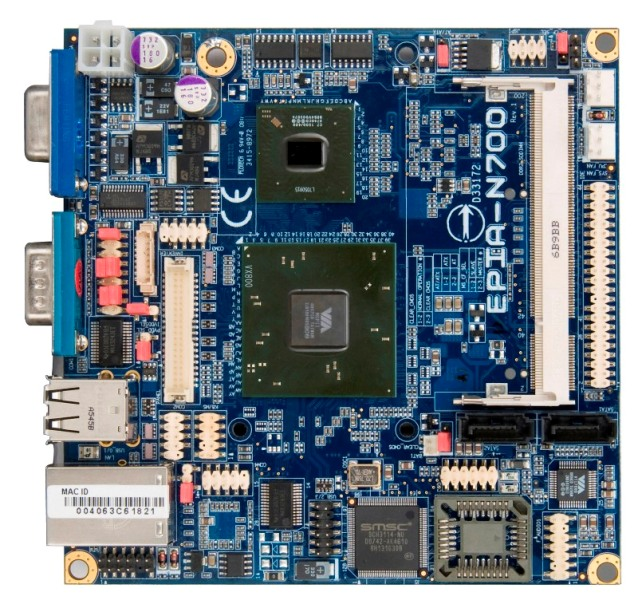
Placă Nano-ITX cu radiatoare eliminate, procesor lipit, 2008
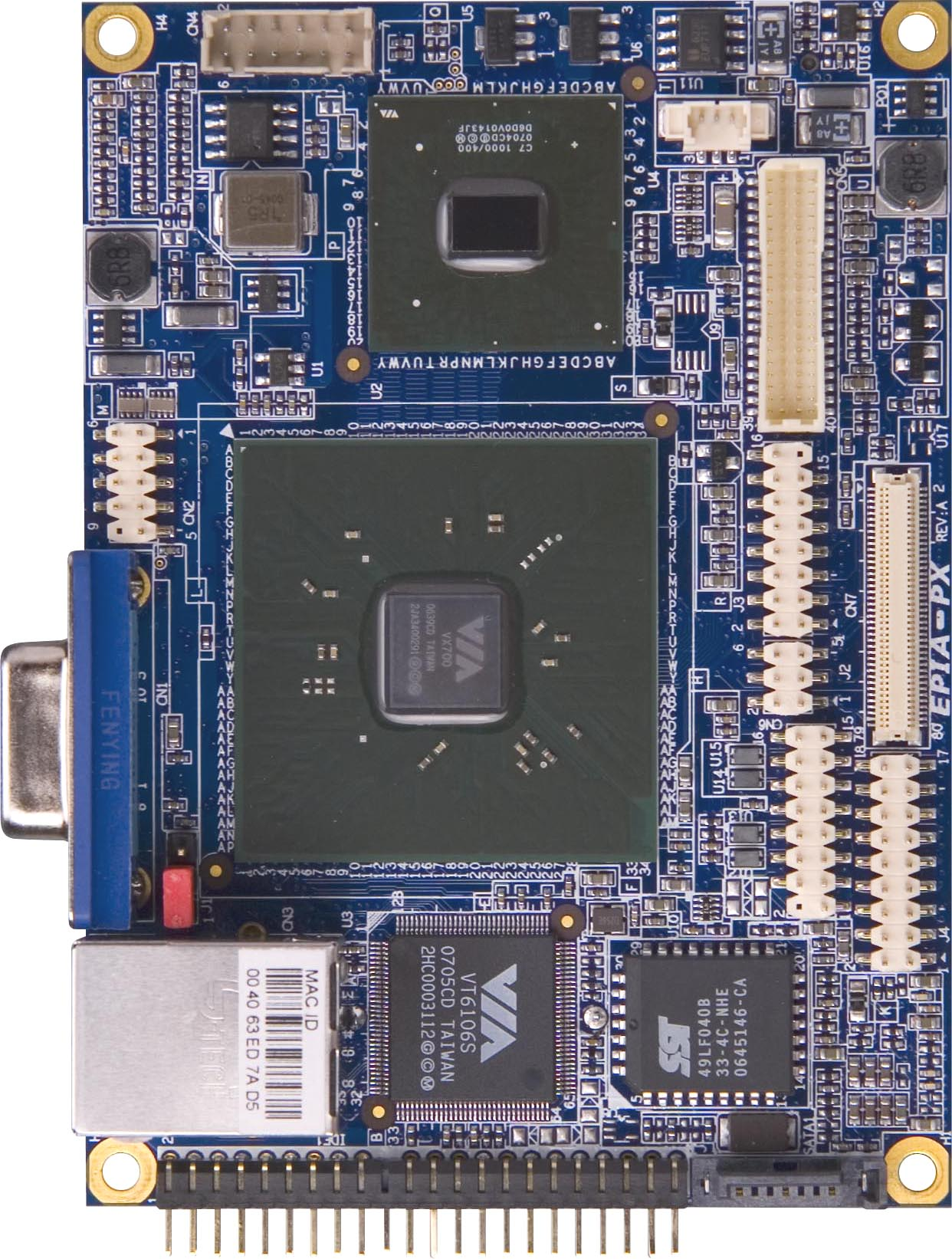
ASUS ATX 1155 cu PCI și PCI-e 1x și 16x, DDR3-RAM, 2011
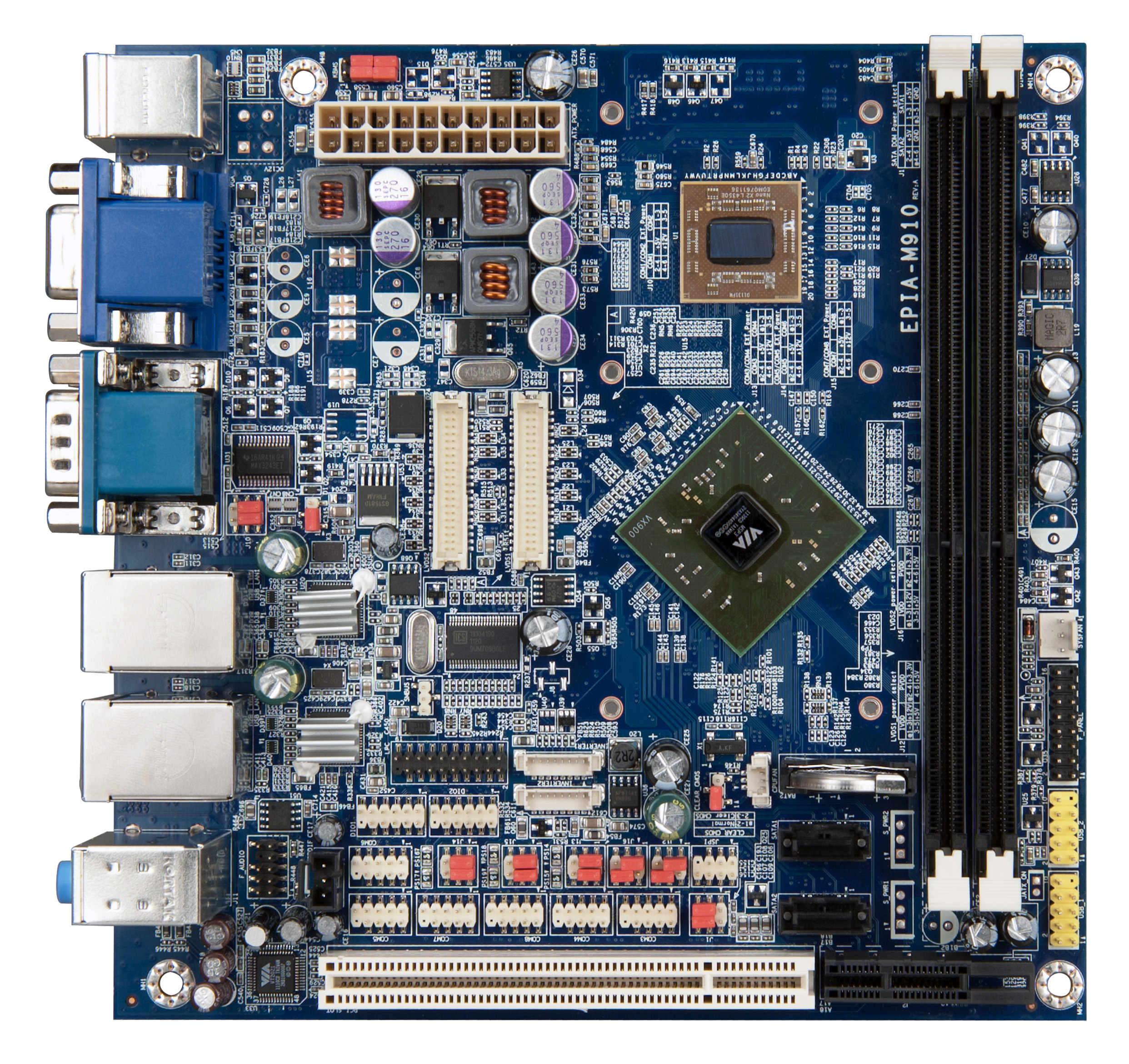
VIA EPIA-M910 Mini-ITX, cu CPU și chipset răcit pasiv, 2012
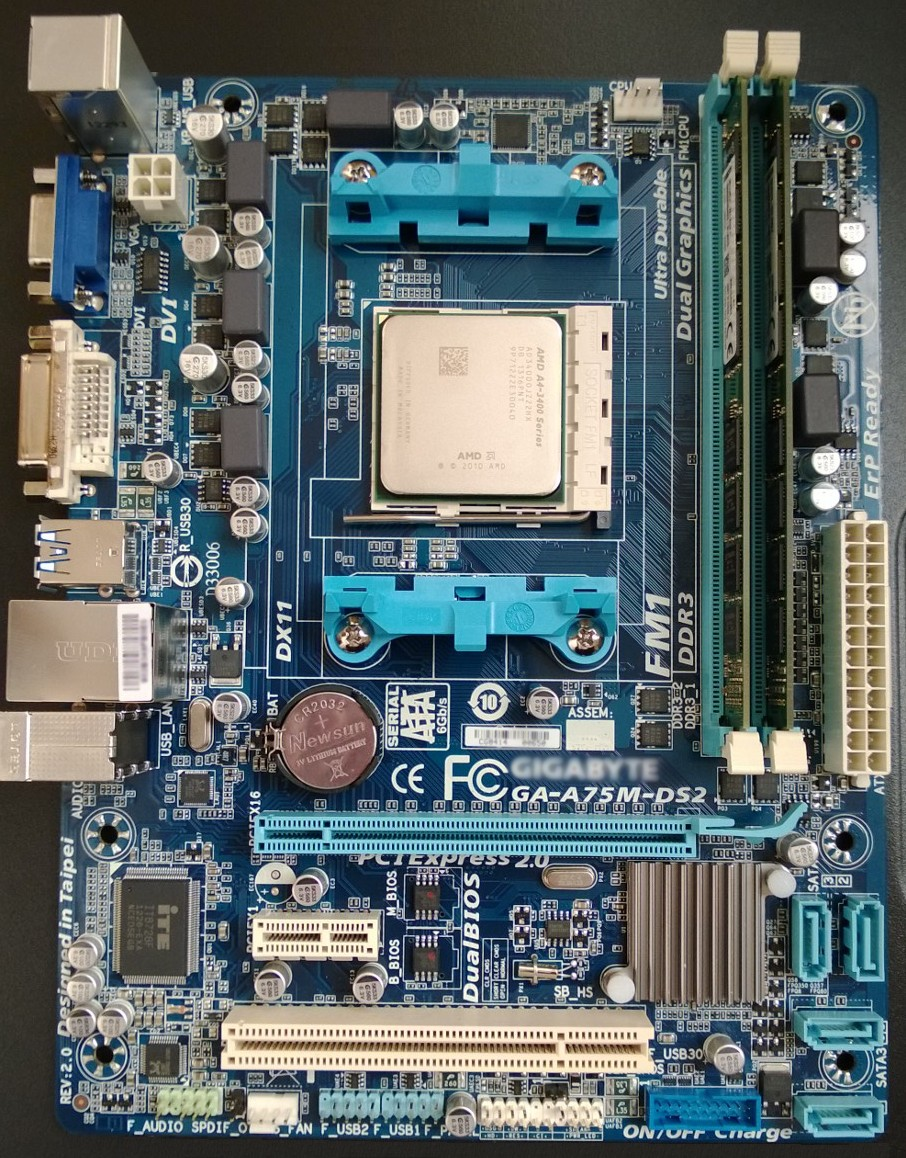
Flex ATX cu CPU și DDR3 RAM, 2014